# 巴克利 (伊利諾伊州)
巴克利（英語：Buckley）是位於美國伊利諾伊州易洛魁縣的一個村落。

## 地理
巴克利的座標為40°35′49″N 88°02′17″W / 40.59694°N 88.03806°W，而該地最高點為海拔高度214米（即702英尺）。

## 人口
根據2010年美國人口普查的數據，巴克利的面積為0.89平方千米，當中陸地面積為0.88平方千米，而水域面積為0.01平方千米。當地共有人口600人，而人口密度為每平方千米674人。